# Hässle klint
Hässle klint este o arie protejată (arie specială de conservare — SAC, sit de importanță comunitară — SCI) din Suedia întinsă pe o suprafață de 21,6 ha, integral pe uscat.

## Localizare
Centrul sitului Hässle klint este situat la coordonatele 57°25′08″N 18°54′38″E / 57.4188°N 18.9105°E.

## Înființare
Situl Hässle klint a fost declarat sit de importanță comunitară în decembrie 1998 pentru a proteja 1 specie de plante. Situl a fost protejat și ca arie specială de conservare în martie 2011.

## Biodiversitate
Situată în ecoregiunea boreală, aria protejată conține 4 habitate naturale: Pante stâncoase calcaroase cu vegetație casmofită, Pajiști carstice calcaroase sau bazofile, de Alysso-Sedion albi, Pășuni din zone de pădure fino-scandinave, Alvar nordic și șisturi calcaroase precambriene.
La baza desemnării sitului se află o specie protejată de  plante: Sisymbrium supinum.